# Campionati europei di atletica leggera indoor 1988 - 60 metri ostacoli maschili
I 60 metri ostacoli si sono tenuti il 6 marzo 1988 presso lo Sportcsarnok di Budapest, in Ungheria.

## Risultati

### Batterie
Qualificazione: i primi due di ogni batteria (Q) e i 4 seguenti migliori tempi (q) vanno alle Semifinali.

#### Batteria 1
Domenica 6 marzo 1988.
| Posizione | Corsia | Nome                | Nazionalità    | Tempo | Note |
| --------- | ------ | ------------------- | -------------- | ----- | ---- |
| 1         | -      | Florian Schwarthoff | Germania Ovest | 7"74  | Q    |
| 2         | -      | Philippe Tourret    | Francia        | 7"78  | Q    |
| 3         | -      | Antonio Lanau       | Spagna         | 7"93  | q    |
| 4         | -      | Steve Buckeridge    | Regno Unito    | 7"97  |      |

#### Batteria 2
| Posizione | Corsia | Nome           | Nazionalità    | Tempo | Note |
| --------- | ------ | -------------- | -------------- | ----- | ---- |
| 1         | -      | Michael Radzey | Germania Ovest | 8"11  | Q    |
| 2         | -      | Carlos Sala    | Spagna         | 8"14  | Q    |

#### Batteria 3
| Posizione | Corsia | Nome              | Nazionalità      | Tempo | Note |
| --------- | ------ | ----------------- | ---------------- | ----- | ---- |
| 1         | -      | Aleš Höffer       | Cecoslovacchia   | 7"69  | Q    |
| 2         | -      | Sergey Usov       | Unione Sovietica | 7"73  | Q    |
| 3         | -      | Andreas Oschkenat | Germania Est     | 7"73  | q    |
| 4         | -      | Fausto Frigerio   | Italia           | 8"01  |      |
| 5         | -      | Neil Fraser       | Regno Unito      | 8"08  |      |

#### Batteria 4
| Posizione | Corsia | Nome           | Nazionalità    | Tempo | Note |
| --------- | ------ | -------------- | -------------- | ----- | ---- |
| 1         | -      | Jon Ridgeon    | Regno Unito    | 7"69  | Q    |
| 2         | -      | Javier Moracho | Spagna         | 7"77  | Q    |
| 3         | -      | Alain Cuypers  | Belgio         | 7"82  | q    |
| 4         | -      | Herwig Röttl   | Austria        | 7"94  | q    |
| 5         | -      | Gianni Tozzi   | Italia         | 8"02  |      |
| 6         | -      | Jürgen Schoch  | Germania Ovest | 8"19  |      |

### Semifinali
Qualificazione: i primi tre di ogni semifinale (Q) vanno alla Finale.

#### Semifinale 1
Domenica 6 marzo 1988.
| Posizione | Corsia | Nome             | Nazionalità      | Tempo | Note |
| --------- | ------ | ---------------- | ---------------- | ----- | ---- |
| 1         | -      | Jon Ridgeon      | Regno Unito      | 7"60  | Q    |
| 2         | -      | Javier Moracho   | Spagna           | 7"72  | Q    |
| 3         | -      | Sergey Usov      | Unione Sovietica | 7"73  | Q    |
| 4         | -      | Philippe Tourret | Francia          | 7"74  |      |
| 5         | -      | Herwig Röttl     | Austria          | 7"90  |      |
| 6         | -      | Michael Radzey   | Germania Ovest   | dnf   |      |

#### Semifinale 2
| Posizione | Corsia | Nome                | Nazionalità    | Tempo | Note |
| --------- | ------ | ------------------- | -------------- | ----- | ---- |
| 1         | -      | Aleš Höffer         | Cecoslovacchia | 7"66  | Q    |
| 2         | -      | Florian Schwarthoff | Germania Ovest | 7"66  | Q,   |
| 3         | -      | Carlos Sala         | Spagna         | 7"73  | Q    |
| 4         | -      | Andreas Oschkenat   | Germania Est   | 7"74  |      |
| 5         | -      | Alain Cuypers       | Belgio         | 7"81  |      |
| 6         | -      | Antonio Lanau       | Spagna         | 8"04  |      |

### Finale
| Record mondiale       | Greg Foster    | 7"36 | Los Angeles | 16 gennaio 1987  |
| Record dei Campionati | Thomas Munkelt | 7"48 | Budapest    | 6 marzo 1983     |
| Capolista stagionale  | Liviu Giurgian | 7"53 | Bacãu       | 13 febbraio 1988 |

Domenica 6 marzo 1988.
| Pos.    | Corsia | Atleta              | Età | Nazione          | Tempo | Note                          |
| ------- | ------ | ------------------- | --- | ---------------- | ----- | ----------------------------- |
| Oro     | 5      | Aleš Höffer         | 25  | Cecoslovacchia   | 7"56  | Record nazionale              |
| Argento | 2      | Jon Ridgeon         | 21  | Regno Unito      | 7"57  |                               |
| Bronzo  | 3      | Carlos Sala         | 27  | Spagna           | 7"67  |                               |
| 4       | 4      | Sergey Usov         | 24  | Unione Sovietica | 7"67  | Miglior prestazione personale |
| 5       | 6      | Florian Schwarthoff | 19  | Germania Ovest   | 7"77  |                               |
| 6       | 1      | Javier Moracho      | 30  | Spagna           | 7"83  |                               |